# 스튜디오 바벨스베르크

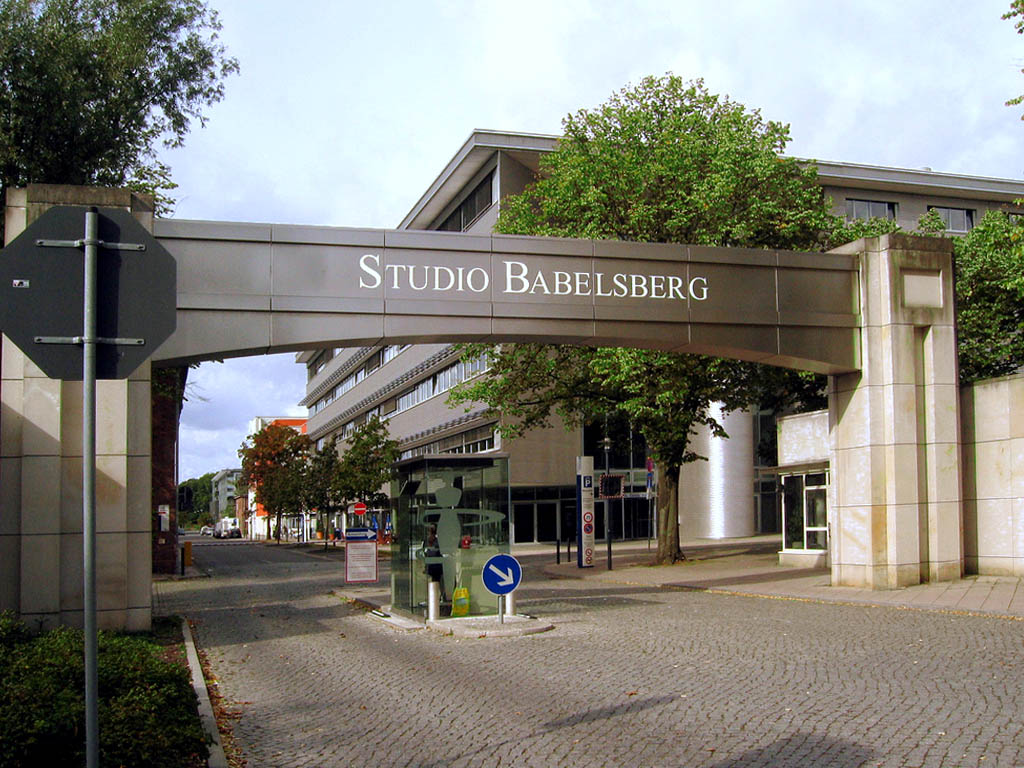

스튜디오 바벨스베르크(독일어: Studio Babelsberg 슈투디오 바벨스베르크[*])는 독일 바벨스베르크에 위치한 영화 스튜디오이다.